# Avispa (cómic)
La Avispa (Janet Van Dyne) (Wasp en el idioma original) es una superheroína ficticia que aparece en cómics estadounidenses publicados por Marvel Comics. Creado por Stan Lee, Ernie Hart y Jack Kirby, el personaje apareció por primera vez en Tales to Astonish # 44 (junio de 1963) por lo general, se la representa con la capacidad de contraerse a una altura de varios centímetros, volar por medio de alas insectoides y disparar ráfagas de energía bioeléctrica. Ella es miembro fundadora de Los Vengadores y también líder del equipo durante mucho tiempo. También es la exesposa de Hank Pym y madrastra de Nadia Van Dyne.
En mayo de 2011, la Avispa ocupó el puesto 99 en los 100 mejores héroes de cómic de IGN de todos los tiempos, y 26 en su lista de "The Top 50 Avengers" en 2012. El personaje también ocupó el puesto 9 en las "100 mujeres más sexies de los cómics" por Comics Buyer's Guide. En 2013, Marvel.com la clasificó como la quinta Vengadora más grande de todos los tiempos.
La Avispa ha sido descrita como una de las heroínas más notables y poderosas de Marvel.
El personaje aparece en la película de Marvel Cinematic Universe Ant-Man (2015) en un cameo, interpretada por Hayley Lovitt, mientras que Michelle Pfeiffer interpreta a Janet van Dyne en las películas de Ant-Man and the Wasp (2018) sufrida por el chasquido en Infinity War, Avengers: Endgame (2019) y en la próxima Ant-Man and the Wasp: Quantumania (2023). Una Avispa original del MCU, la hija de Janet, Hope van Dyne (que lleva el nombre de Hope Pym), es interpretada en cada película por Evangeline Lilly.

## Historial de publicaciones
Janet van Dyne debutó en Tales to Astonish #44 (trama de Stan Lee, guion de H.E. Huntley y dibujo de Jack Kirby, junio de 1963) como la compañera de Henry "Hank" Pym, convirtiéndose en la Avispa para vengar la muerte de su padre, el científico Vernon van Dyne. Coprotagonizó Tales to Astonish desde el número 44 hasta el número 69 (1963–65). También fue la estrella de su propio artículo de respaldo en los números 51 a 58 (1964).
Fue miembro fundadora de Los Vengadores, apareció en el primer número y dio nombre al equipo. Es con los Vengadores que Janet se hizo más conocida. Al principio ella era el eslabón débil del equipo, pero luego se convirtió en uno de los miembros más inteligentes y astutos. Aunque se ausenta a lo largo de la serie, es uno de los miembros activos más antiguos y ha actuado como líder del equipo durante más tiempo que nadie, además del Capitán América.
Durante sus ausencias en el libro principal de Los Vengadores , Janet apareció en varias otras publicaciones, incluida su aparición como personaje principal en los números 6 a 10 de Marvel Feature (1972-1973). También ha hecho apariciones esporádicas como invitada en varios otros libros, como Captain America, Iron Man y Fantastic Four.
Janet se convirtió en la líder de los Vengadores en Avengers #217 (1982), cargo que ocupó hasta el #278 (1987), con la excepción de un breve período en el que entregó el liderazgo a Visión. Luego apareció en el número 32 de West Coast Avengers (mayo de 1988), convirtiéndose en miembro de tiempo completo en el número 42.
Hizo apariciones ocasionales en Avengers vol. 3, regresando como miembro activo del equipo en el número 27 (2000) antes de retomar sus funciones de liderazgo. Ella y el Capitán América se convirtieron en colíderes del equipo a partir del número 38.
Después de los acontecimientos de "Avengers Disassembled", Janet apareció en la serie limitada Beyond! antes de reunirse con los Vengadores en The Mighty Avengers #1 (2007). Se la dio por muerta durante los eventos de Secret Invasion en 2008. Avispa regresó en la historia de "End Times" de los Vengadores que se desarrolló desde el número 31 (diciembre de 2012) hasta el número 34 (enero de 2013). Luego apareció como miembro del Avengers Unity Squad en Uncanny Avengers y como Agente de Wakanda en el título Fresh Start de los Vengadores. Janet también regresó como un interés romántico para Tony Stark en 2018 y dejó el papel principal femenino del cómic de Iron Man dos años después, en 2020.

### Diseño
En su carrera de la década de 1970 en The Avengers, el artista George Pérez renovó el disfraz del personaje varias veces, lo que tuvo un impacto significativo en el desarrollo del personaje:
Se convirtió en una broma. En el caso de la Avispa, noté que tiene tantos disfraces que al final dije "¿Por qué no?". Creo que estuve en el libro el tiempo suficiente. Lo que alguna vez fue solo un poco de idiosincrasia sobre el personaje se convirtió completamente en parte de la personalidad del personaje.

## Historia

### Años 1960
Janet van Dyne nació en Cresskill, Nueva Jersey, hija socialité del rico científico Vernon van Dyne. Cuando su padre es asesinado por una entidad alienígena desatada durante uno de sus experimentos, Janet recurre a su asociado, el Dr. Henry "Hank" Pym en busca de ayuda y lo convence de que la ayude. Para vengar la muerte de su padre, se somete a un procedimiento bioquímico que le otorga la capacidad de desarrollar alas al contraerse bajo cuatro pies de altura y utiliza un suministro de «partículas Pym» para cambiar su tamaño. Juntos, ella y Ant-Man derrotan al alienígena y vengan a su padre. Janet decide permanecer como Avispa y ser la pareja de Hank, ya que se ha enamorado de él, aunque Hank inicialmente rechaza sus sentimientos debido a las similitudes entre ella y su primera esposa que había sido asesinada.
Durante su tiempo como compañera de Hank, participó en numerosos conflictos con villanos que incluyeron el Puercoespín, Egghead y Torbellino (entonces conocido como el Trompo Humano). Aunque inicialmente sin ningún poder ofensivo, Janet demuestra ser ingeniosa, usar su habilidad para comunicarse con insectos para luchar, así como también usar un alfiler como arma para picar a las personas. Más tarde, usa una pistola de aire en miniatura, como el aguijón de la avispa original.
Después de la confrontación inicial con Loki que unió a los fundadores de Los Vengadores, son Janet y Hank quienes proponen formar un equipo de superhéroes. Janet sugiere el nombre del equipo y se convierte en miembro fundadora. Sin carecer de confianza o valentía y por naturaleza una personalidad extrovertida, Janet siempre está en medio de las batallas con los villanos, que incluyen dioses nórdicos y extraterrestres, a pesar de ser el miembro menos poderoso del equipo. Janet frecuentemente comenta sobre el atractivo de sus colegas masculinos, especialmente Thor, para provocar los celos de Hank y hacer que se comprometa con una relación. Al principio de su carrera en Los Vengadores, es gravemente herida por una bala perdida en la batalla contra el Conde Nefaria, y casi muere de un pulmón colapsado. Deja el equipo varios números más tarde. Cuando regresa en Avengers vol. 1 # 26, sus poderes de contracción han progresado hasta el punto en que ya no necesita cápsulas de «partículas Pym» para cambiar su tamaño.
Aunque Janet espera en varias ocasiones que su novio a largo plazo, Hank, lo proponga, su relación no avanza hasta llegar a un punto más dramático. El nuevo vigilante Yellowjacket irrumpe en la mansión de los Vengadores, exige ser admitido como miembro del equipo, afirma haber matado a Hank Pym, y luego secuestra a Janet. Al no creer que Yellowjacket era el asesino de Hank, intenta encontrar dónde Yellowjacket mantiene secuestrado a Hank, sin embargo descubre que Yellowjacket es su novio. Antes de revelar esto, y durante el período en el que Yellowjacket todavía cree que mató a Hank, Janet se casa con Hank, aunque la boda se ve interrumpida por un ataque del Circo del Crimen. Durante la pelea, se revela que Yellowjacket es Pym.

### Años 1970
Después de otra partida del equipo, Janet van Dyne regresa brevemente y se convierte en miembro de las Damas Libertadoras originales, antes de abandonar nuevamente el equipo. Queda temporalmente atrapada por el tamaño de los insectos y lucha contra Torbellino, Para-Man y Dr. Nemesis. También lucha contra Equinox junto a Spider-Man y Yellowjacket; durante este tiempo sus poderes se han aumentado para permitirle aprovechar la corriente bioeléctrica de su cuerpo y disparar ráfagas de energía que ella llama "picaduras de avispa".
Durante uno de sus descansos del deber activo de los Vengadores, Janet se acerca al equipo con la preocupación de que su esposo haya sufrido un colapso y haya atacado a excompañeros de equipo. Al tratar de encontrar una manera de ayudar a Hank, es capturada por un Hank con lavado de cerebro, y Ultron la utiliza como plantilla para crear a Yocasta. Es rescatada cuando Yocasta alerta a los Vengadores de su ubicación, y Pantera Negra sugiere que la capacidad de la IA para llegar a ellos fue provocada por la personalidad de Janet.

### Años 1980
Janet van Dyne descubre que su esposo, ahora paranoico, autoritario y abusivo verbalmente, ha preparado un plan para verse bien frente a los Vengadores al organizar un ataque que solo puede ser detenido por el instigador. Cuando ella intenta disuadirlo, Hank la golpea; ella se divorcia de él poco después y toma un breve descanso del equipo.
Cuando Janet regresa con los Vengadores, propone que el equipo necesita un nuevo liderazgo y se postula para el puesto de Presidenta. Es elegida para el puesto por Thor, Iron Man y el Capitán América. Janet asume el papel de forma natural, demostrando ser una líder eficiente e inteligente que es elogiada por el Capitán América por sus habilidades de liderazgo. Ella se esfuerza por aumentar el número de mujeres en el equipo y recluta a She-Hulk y a la Capitana Marvel (Monica Rambeau) para el equipo.
Al mismo tiempo que toma el liderazgo del equipo, Janet comienza a trabajar en serio para ser una diseñadora de moda profesional. Parte de su amistad con She-Hulk incluye el diseño de ropa nueva para ella. También renueva su vida social, entablando un romance fugaz con Tony Stark antes de enterarse de que el multimillonario es Iron Man. Ella rompe la relación, diciendo que no puede salir con un colega que también es amigo de su exmarido. Más tarde, tiene una relación con Paladín, aunque a menudo están separados debido a sus dos trabajos.
Janet brevemente entrega el liderazgo del equipo a Visión, aunque él abandona el equipo y ella rápidamente retoma el papel. La nueva alineación del equipo resulta difícil, y Janet choca con Hércules que tiene problemas con aceptar a una mujer como líder. Es durante este tiempo que se encuentra con el Fantasma Espacial por segunda vez y derrota al villano. Durante la Guerra Secreta, a pesar de ser el líder oficial de los Vengadores reunidos por el Beyonder, Janet nomina al Capitán América para el liderazgo de los héroes reunidos ya que los no-Vengadores lo conocen mejor. A medida que se desarrolla el conflicto, Magneto captura brevemente a Janet, pero cambia la situación en su beneficio fingiendo ser seducida; ella aprende los planes de Magneto y luego lo derrota antes de irse para alertar a los Vengadores.
Durante la historia Under Siege, Janet lidera el equipo durante un tiempo en el que son atacados por todos lados. Ella derrota a Titania y al Hombre Absorbente, luego lidera un equipo contra las fuerzas del Barón Zemo para rescatar al Capitán América, el Caballero Negro y otros miembros del equipo que han sido capturados. Poco después de la resolución de esta historia, deja el liderazgo una vez más, nominando a Monica Rambeau para el puesto. Después de dejar el equipo, lucha contra la amenaza de Red Ronin por cuenta propia. Luego se une a los Vengadores de la Costa Oeste. Inicialmente, todavía actúa como el líder del equipo, para disgusto de otros Vengadores de la Costa Oeste que desean ese papel. Durante este tiempo, reanuda una relación romántica con Hank. Aunque es elegida como miembro regular de los Vengadores de la Costa Oeste, Janet decide convertirse en miembro de reserva.

### Años 1990
Varios años después, Janet van Dyne regresa a Los Vengadores, primero en estado de reserva y luego como miembro de pleno derecho del equipo. Durante la Guerra del Destino, la Janet del presente se convierte en líder de un equipo de Vengadores ensamblados de diferentes períodos de tiempo, citados como elegidos debido a su "fuerza interna y flexibilidad para orientar al equipo sin ejercer demasiado control". Después de la Guerra del Destino, Janet vuelve a trabajar con los Vengadores una vez más, asumiendo el liderazgo del equipo y al mando del equipo a través de una serie de conflictos, incluida la invasión de la Tierra de Kang el Conquistador.

### JLA/Avengers
Janet van Dyne se muestra como miembro de los Vengadores y les ayuda durante la batalla con Starro. También le da a Iron Man la idea de crear una alarma dimensional y reúne a otros Vengadores para defender los artefactos. Después de la batalla final en la Tierra Salvaje contra la Liga de la Justicia, Janet termina como Vengadora en el nuevo mundo fusionado que el villano Krona creó y desconoce los cambios. En este mundo, ella y Hank son buenos amigos de Elongated Man y su esposa Sue Dibny. Cuando los dos equipos deciden unirse contra Krona, Avispa lucha junto a los Vengadores hasta que la batalla termine.

#### Vengadores Desunidos
Mientras hablaba de su aventura con Hawkeye, con la Bruja Escarlata, una Avispa ligeramente borracha confiesa un susto de embarazo e inadvertidamente menciona a los propios hijos de Wanda Maximoff, cuya existencia antinatural Agatha Harkness ha borrado de la memoria de la Bruja. La falta de sabiduría de Avispa, combinada con los poderes cada vez más inestables y en aumento de Bruja Escarlata, hacen que Wanda sufra un colapso mental que lleva a los eventos de Vengadores Desunidos. Janet es llevada al coma por una She-Hulk alborotada durante un ataque a la Mansión de Vengadores por la Bruja Escarlata. Hank Pym la cuida en el hospital, y cuando se recupera, se reconcilian. Los dos se retiran de los Vengadores para buscar una nueva vida juntos en Oxford.

#### ¡Más Allá!
Janet van Dyne es llevada al espacio y colocada en una situación en la que se espera que pelee hasta la muerte con otros héroes y villanos. En lugar de seguir los deseos del Extraño, a quien consideraban el Beyonder, Janet cae en la posición de liderazgo para el grupo, dando órdenes tácticas en la batalla y recurriendo a sus años de experiencia con los Vengadores para manejar las amenazas que se les lanzan. Después de la tensión entre ella y su exmarido, Janet le explica a Medusa por qué no puede reconciliarse con Hank Pym, a pesar de un intento de hacerlo mientras estaba en Londres. Al enterarse de que el Fantasma Espacial ha tomado la forma de Spider-Man, Janet lidera el grupo y evita que uno de los equipos quede atrapado en el limbo cuando el Fantasma Espacial intenta tomar la forma de la persona.

#### Civil War
Durante la Guerra Civil superhumana, Janet van Dyne está a favor del registro y sugiere que impulsen la Iniciativa de los Cincuenta Estados para controlar las cosas después de que el clon de Thor mate a Bill Foster, un evento que la perturba mucho.
También se convierte en la presentadora de un programa de televisión de realidad pro-registro llamado America's Newest Superhero.

#### Poderosos Vengadores
Janet van Dyne es seleccionada como miembro de los Poderosos Vengadores por Carol Danvers y Tony Stark como parte de la Iniciativa de los Cincuenta Estados. Durante su intento de destruir a la humanidad, ella determina correctamente que Ultron ha tomado el cuerpo de Iron Man. Cuando los simbiontes alienígenas atacan a Nueva York, Janet usa una fórmula de crecimiento refinado que le dio Hank Pym, que es en realidad un impostor skrull, que le permite cambiar a un tamaño gigante sin efectos secundarios. Durante el comienzo de la pelea, es brevemente convertida en un monstruo simbionte antes de que Stark cree una cura.

#### Invasión Secreta
Janet van Dyne se encuentra entre los Poderosos Vengadores que luchan contra los héroes de la nave skrull. Más tarde se la ve con el resto de los Vengadores que se dirigen a Nueva York para enfrentarse a los skrulls. Mientras luchan contra los skrulls, se revela el verdadero propósito del suero que el Hank Pym skrull le ha dado. Después de que se cree que la reina Veranke está muerta, el impostor skrull presiona un botón que hace que Janet aumente de tamaño rápidamente, y también que ella emita cantidades letales de energía negro-púrpura. Janet se da cuenta de que las "nuevas" partículas que Pym le ha dado la están convirtiendo en una bomba biológica, y trata de huir del campo de batalla y tomar tantos skrulls con ella como sea posible a explotar. Para salvar tanto a la ciudad como a los héroes, Thor usa el martillo encantado Mjolnir para crear una distorsión espacial que aparentemente dispersa a Janet en la nada. Thor está devastado por el acto y se compromete a vengarla.
Al aceptar la muerte de Janet, Hank Pym toma el papel de su exesposa como Avispa.

### Años 2010
Tras la historia de Avengers vs. X-Men, se revela que Janet van Dyne no ha muerto después de todo, pero se ha visto envuelta en un microuniverso por la distorsión espacial de Thor en el mismo lugar donde parece haber muerto en Secret Invasion. Usando su tarjeta de comunicación de Vengadores, puede enviar una señal con ayuda de un ser local llamado Cru-Sani. Gigante, Capitán América, Thor e Iron Man entran en el microuniverso para rescatarla y encontrarla viva y luchar contra un déspota malvado, Lord Gouzar, que ha conquistado el microuniverso. Después de derrotar a Lord Gouzar y liberar al microuniverso de su tiranía, Janet y sus compañeros Vengadores regresan a su universo normal.
Después de un breve paréntesis, Janet regresa al equipo como miembro de Avengers Unity Squad. Además de formar parte de la lista, ella financia de forma privada al equipo para evitar los problemas que conllevaría el patrocinio del gobierno. Durante los eventos de Inhumanidad, Janet regresa al microuniverso para rescatar a una familia que ha sido atraída allí por los poderes de un inhumano recién despertado. Allí se enfrenta a Gouzar una vez más, antes de regresar al espacio normal. En la batalla del Escuadrón de la Unidad de los Vengadores con los Caballeros de la Muerte, Avispa derrota tanto a Banshee como a Sentry resucitado, utilizando tanto su capacidad para crecer como su capacidad para controlar la vida de los insectos. Después de que el equipo es derrotado y la Tierra destruida, Avispa es la última humana superviviente y comienza un romance con Havok (Alex Summers) con quien tiene una hija llamada Katie. Años después, en el Planeta X, es capturada cuando ella y Havok destruyen una presa de taquiones que les impide viajar en el tiempo a su era. Pueden deshacer la destrucción de la Tierra formando una alianza con Kang y proyectando sus mentes de regreso a su yo pasado (el viaje físico en el tiempo sigue siendo imposible) pero Kang lleva a su hija a un lugar fuera del tiempo para "protegerla" de los cambios en la historia, posteriormente, Kang intenta utilizar a Katie como rehén para obligar a Havok a dejar de atacarlo cuando trata de tomar el poder celestial para sí mismo, saliendo con Katie como su prisionera. Aunque Alex queda desfigurado después de la batalla, él y Janet permanecen juntos. Ellos son contactados por Immortus informándoles que puede volver a su hija a ellos si se toman medidas en el momento y lugar adecuados para concebir, pero también les advierte sobre la amenaza inminente que plantea Red Skull.
Después de que las acciones de Red Skull causan que todos los héroes y villanos presentes en su derrota sufran una "inversión moral", Alex intenta argumentar a favor de la vida de Janet mientras los X-Men se preparan para detonar una bomba genética que destruirá a todos los no mutantes, en el radio de explosión, sin embargo acepta la decisión. Después de que Carnage se sacrifica para contener la explosión, Alex intenta atribuirse el mérito, pero Janet descubre el engaño. Aunque la inversión se deshace, los dos se separan cuando Alex es uno de los tres personajes (los otros dos son Iron Man y Sabretooth) en permanecer en su nuevo estado.
Como parte de All-New, All-Different Marvel, Avispa se enfrenta a Wolverine (X-23) y sus clones llamadas Las Hermanas cuando intentan robar un traje de Ant-Man. Después de que Wolverine aclare las cosas, Avispa acuerda encogerse y destruir los nanites en el cuerpo de Zelda. Mientras Avispa y Wolverine se abrían paso a través del cuerpo de Zelda, el Capitán Mooney de Alchemax Genetics aparece y dispara a Zelda haciendo que Avispa y Wolverine salgan del cuerpo. Los dos noquearon al Capitán Mooney.
Avispa más tarde se encontró con Uncanny Avengers y se enfrentó al Hank Pym / Ultron después de ayudar a defenderse de los monstruos en el metro. Cuando Avispa le preguntó a Hank Pym / Ultron sobre los acontecimientos recientes, se dio cuenta de que Ultron estaba en control de Hank Pym cuando Ultron adivinó que estaba equivocado. El resto de Uncanny Avengers fueron informados de esto, causando que Cable presionara a Hank Pym lo suficiente para que Ultron fuera al ataque y revelara su verdadero ser.

## Poderes y habilidades
Haciendo uso de la implantación celular de partículas subatómicas Pym, Avispa posee el poder de alterar su tamaño físico, lo que hace que la masa de su cuerpo se desvíe o se obtenga de una dimensión alternativa conocida como Kosmos. Puede encogerse hasta un mínimo de varios centímetros o crecer hasta un máximo de varios cientos de pies. Son posibles tamaños más pequeños o más grandes, pero el esfuerzo ejerce presión sobre su cuerpo. Inicialmente, estas habilidades se derivan del uso de un gas de partículas Pym liberado de cápsulas especiales y, posteriormente, del aumento bioquímico de Henry Pym. Sin embargo, con el tiempo, su cuerpo absorbe suficientes partículas para causar una mutación celular debido a la exposición repetida a las partículas Pym, lo que le permite alterar su tamaño a voluntad.
En tamaño miniatura, su nivel de fuerza aumenta a medida que se compacta la masa de su cuerpo. En tamaño gigante, su fuerza y resistencia aumentan geométricamente con su altura, alcanzando niveles sobrehumanos.
En tamaño miniatura, a Avispa le crecen un par de alas translúcidas de insecto en su espalda, como resultado de modificaciones genéticas proporcionadas por Hank Pym. Estos le otorgan el poder de volar, a velocidades de hasta 40 mph (64 km/h).
Avispa es capaz de aprovechar y aumentar la energía bioeléctrica natural de su cuerpo, liberándola de sus manos en poderosas ráfagas de fuerza eléctrica, a las que llama "explosiones de aguijón", "aguijones" o "picaduras de avispa". Originalmente, necesita dispositivos de muñeca especiales para producirlos, pero nuevamente, la absorción de partículas Pym le permite crear la habilidad sin ayuda.

## Otras versiones

### MC2
En el futuro alternativo del universo "MC2", Henry Pym y Janet Pym son padres de dos hijos (Hope Pym y Henry Pym, Jr.). Giant-Man más tarde perece en la última misión de los Vengadores originales, y la Avispa muere de un corazón roto. Las muertes de sus padres motivan a Hope a ser la Reina Roja para formar a los Vengadores mientras Henry Jr. se convierte en el Big Man y se une a un equipo de reforma del gobierno.

### Ultimate Marvel
En este universo Janet es una mutante de 26 años que forma parte de Los Ultimates.

### Marvel Zombies
Janet es uno de los primeros héroes en ser infectados y aparentemente es responsable de la infección de su esposo Hank. Luego de que los héroes zombificados terminan por devorar a casi toda la población del universo Marvel, Janet descubre muy molesta que Hank se encontraba usando el cuerpo de Black Panther como suministro de alimento y trata de delatarlo con los demás. Hank la detiene, decapitándola y deja el laboratorio, ignorando que su esposa de hecho sobrevivió. Black Panther recoge la cabeza decapitada de Janet y se la lleva al Asteroide M. Cuarenta años después de que la infección zombi azotara la tierra, Janet regresa al planeta junto a Black Panther, adherida a un cuerpo robótico y con un control sobre su hambre por la carne humana.

## Apariciones en otros medios

### Televisión
- Janet aparece como Wasp en la serie animada de televisión, The Marvel Super Heroes, con la voz de Peg Dixon.
- Wasp hizo una aparición cameo en el episodio de los Cuatro Fantásticos "Batalla en el Planeta Viviente".
- Avispa aparece en la serie animada de The Super Hero Squad Show, con la voz de Jennifer Morrison.[59]
- Janet van Dyne / Wasp aparece como uno de los personajes principales en The Avengers: Earth's Mightiest Heroes, con la voz de Colleen O'Shaughnessey.[60] Es la socia de negocios de Hank Pym (en la mayoría de las demás versiones es su esposa). Jan es impetuosa y la más joven del grupo. Ella fue quien tuvo la idea de nombrar el equipo de "Los Vengadores", según el argumento. Coquetea con Hank (aunque una vez le coqueteó a Hulk, posiblemente para calmarlo y volverlo a su estado de Bruce), a pesar de que éste no la toma en serio.

### Cine
- Janet Van Dyne aparece como la Avispa en la película Ultimate Avengers, y su secuela, con la voz de Grey DeLisle.[60]
- En la película Next Avengers: Heroes of Tomorrow, Janet y Pym tienen un hijo llamado Henry Pym Jr, quien asume un alter ego similar al de su madre con un traje reductor de tamaño y alas de insecto y la capacidad de lanzar piquetes de energía. Avispa fue asesinada por Ultron antes de la película.

### Universo cinematográfico de Marvel
Janet van Dyne aparece en medios de acción en vivo ambientados dentro del Universo cinematográfico de Marvel:
- Janet van Dyne aparece en un flashback en Ant-Man (2015), y tiene la voz de Hayley Lovitt.[61][62][63] Esta versión operó como una agente de S.H.I.E.L.D. que, en un intento de detener un misil, se redujo al Reino cuántico y fue dada por muerta durante décadas. En una escena a mitad de los créditos, a Hope van Dyne se le da un prototipo del disfraz de Avispa mejorado de su madre.[64]
- En la película de 2018, Ant-Man and the Wasp, Janet es interpretada por Michelle Pfeiffer.[65] Después de hacer una conexión con Scott Lang después de su primer viaje al Reino cuántico, Hank la encuentra, usando su nueva tecnología cuántica, en el Reino Cuántico y ella revela que su tiempo prolongado allí hizo que absorbiera grandes cantidades de energía cuántica. Una vez fuera del reino, Janet estabiliza temporalmente a Fantasma antes de trabajar con Lang y su familia para reunir más energía cuántica para crear una cura permanente. Sin embargo, mientras lo hace, Janet, Hank y Hope se desintegran debido al Blip que Thanos activó el Guantelete del Infinito al final de Avengers: Infinity War, dejando a Scott atrapado en el reino cuántico sin nadie que lo ayude a salir.
- En Avengers: Endgame (2019),[66] Janet es revivida por Bruce Banner, quién activa las Gemas del Infinito y luego asiste al funeral de Tony Stark al final de la película.[67]
- Una versión alternativa de la línea de tiempo de Janet aparece en la serie animada de Disney+ ¿Qué pasaría si...? (2021), episodio "¿Qué pasaría si... hubiera Zombies?". Esta versión fue infectada con un virus cuántico que la transformó en un zombi. Cuando Hank viajó al Reino Cuántico para rescatarla, ella lo infectó y causaron un apocalipsis zombi después de su regreso.
- Janet van Dyne regresa en Ant-Man and the Wasp: Quantumania (2023).[68] Durante su tiempo en el Reino Cuántico, trabajó con Kang para restaurar el núcleo de energía de su nave hasta que se enteró de su intención de conquistar el multiverso y saboteó el núcleo de energía antes de que su familia la rescatara. Después de un accidente que transporta a Janet, su familia, Scott y Cassie Lang, los cinco ayudan a los habitantes del Reino Cuántico a derrocar a Kang antes de escapar del reino una vez más.

### Videojuegos
- Aparece como personaje jugable en Lego Marvel Super héroes.
- Avispa es un personaje jugable en Marvel: Avengers Alliance.
- Avispa es una heroína jugable en Marvel Super Hero Squad Online.
- Avispa aparece en Lego Marvel Super Heroes 2, con la voz de Skye Bennett.[69]
- Una versión adolescente de Avispa aparece como un personaje jugable en Marvel Avengers Academy.
- La versión de Avispa / Janet van Dyne aparece como un personaje jugable en Lego Marvel's Avengers, con la voz de Alexandra Daddario.[70]
- La avispa es un personaje jugable en el juego para móviles Marvel: Contest of Champions con su apariencia del Universo Cinematográfico de Marvel.
- Aparece como carta jugable en el juego de cartas Marvel Snap